# Sharp LH-0080

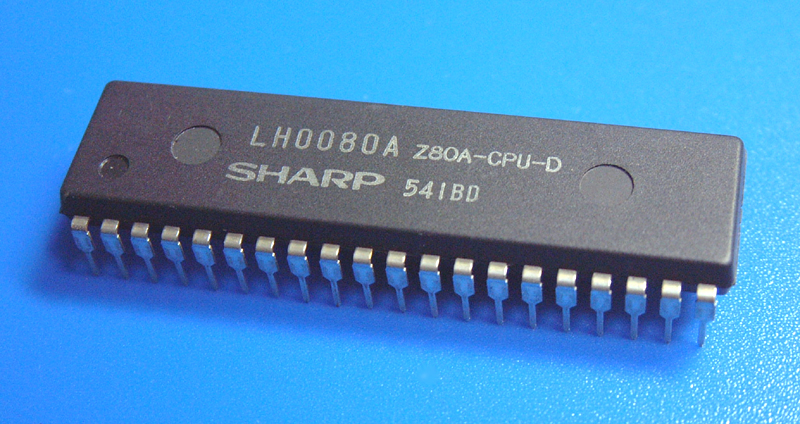
Sharp LH0080A, nhân bản của Z80

Sharp LH-0080 là một phiên bản tương thích hoàn toàn với phiên bản gốc NMOS của bộ xử lý ZiLOG Z80. Nó được sử dụng trong một vài máy tính gia đình ở Nhật Bản và máy tính cá nhân sản xuất bởi Sharp và các nhà sản xuất khác.